# Quanitta Underwood
Quanitta Lee Underwood est une boxeuse américaine née le 8 mai 1984.

## Carrière
Sa carrière amateur est principalement marquée par une médaille de bronze remportée aux championnats du monde de Bridgetown en 2010 dans la catégorie poids légers.

## Palmarès

### Jeux olympiques
- Qualifiée (invitée) pour les Jeux de 2012 à Londres, Angleterre

### Championnats du monde de boxe amateur
- Médaille de bronze en -60 kg, en 2010, à Bridgetown, en Barbade